# Konvent für Deutschland
Der Konvent für Deutschland war ein überparteiliches und unabhängiges Beratergremium für die deutsche Politik, das von 2003 bis 2017 bestand. Mitglieder waren bekannte Personen aus Politik und Wirtschaft. Der eingetragene Verein hatte seinen Sitz in Berlin und war als gemeinnützig anerkannt.
Die Gründungsversammlung fand am 22. September 2003 in Berlin statt, ebenso wie die Auftakt-Pressekonferenz am 3. Oktober 2003. Der Konvent für Deutschland stellte zum 31. Dezember 2017 seine Tätigkeit ein. Ausschlaggebend hierfür waren der Tod der langjährigen Galionsfigur Roman Herzog und sinkende Erlöse aus Beiträgen und Spenden. Klaus von Dohnanyi, der dem Konvent für Deutschland lange Jahre als dessen stellvertretender Vorsitzender angehörte, sprach auf der Abschlussveranstaltung am 23. November 2017 von der „Bilanz eines ehrenhaften Scheiterns“.

## Ziele
Der Verein hatte „sich zum Ziel gesetzt, Vorschläge zur Verbesserung der Reformfähigkeit […] zu unterbreiten“. Dem Konvent sei es „nicht um Reformen in einzelnen Bereichen, wie der Bildung, der Sozialversicherungssysteme oder des Arbeitsmarktes“ gegangen, sondern „um eine grundlegende ‚Reform der Reformfähigkeit‘“, eine sogenannte „‚Mutter aller Reformen‘“, um Deutschland „dynamischer“ und „wettbewerbsfähiger“ zu machen.
Als Vorbild wurde auf die Veränderung von Entscheidungsprozessen und Verfassungen in anderen Ländern und auf den Österreich-Konvent verwiesen.

## Themen
Der Verein befasste sich mit den Themen Föderalismusreform, Finanzverfassung und Haushaltsreform, Handlungsfähigkeit Deutschlands in Europa, Bürgerrechte, Wahlrecht und Wahlsystem, Demokratie und Gruppeninteressen. Gelegentlich kritisierte der Verein die aktuelle Politik.

## Konventkreis
Die Initiatoren waren Hans-Olaf Henkel und Roland Berger. Nach seinem Beitritt zur Alternative für Deutschland legte Henkel im Dezember 2013 alle Funktionen im Konvent für Deutschland mit sofortiger Wirkung nieder.
Mitglieder waren unter anderem:
- Klaus von Dohnanyi
- Manfred Pohl
- Wolfgang Gerhardt
- Hans Hugo Klein
- Jutta Limbach
- Karl-Heinz Paqué
- Petra Roth
- Christine Scheel
- Renate Schmidt
- Manfred Schneider
- Rupert Scholz
- Gerhard Stratthaus
- Erwin Teufel
- Henning Voscherau

## Trägerverein
Vorsitzender des Trägervereins war seit 2009 Rupert Scholz. Manfred Schneider gehört als Vorsitzender des Kuratoriums ebenfalls dem Vorstand des Trägervereins an. Der bisher ehrenamtlich im Konventkreis Mitwirkende Oswald Metzger war seit dem 15. Februar 2014 geschäftsführender Sekretär. Er wurde auf der ordentlichen Mitgliederversammlung am 22. Juni 2017 zum 'Liquidator' bestimmt, das beinhaltet unter anderem alle nötigen Schritte zur Vereinsauflösung.

## Unterstützende Institutionen und Personen

### Finanziers
Der Verein wurde von Unternehmen, Stiftungen und Privatpersonen finanziert. Geldgeber waren zuletzt die Heinz Nixdorf Stiftung, die Linde AG, die Adolf Würth GmbH & Co. KG, die Deutsche Bahn AG, usedSoft International AG, die Parzeller & Co. KG und Christian Potthoff-Sewing. Die jährlichen Zuwendungen betrugen zwischen 10.000 Euro und 50.000 Euro. Der Konvent für Deutschland verfügte nach eigenen Angaben über einen Jahresetat von rund 200.000 Euro.
Im Laufe seines Bestehens gehörten unter anderem auch IBM, TUI, Lanxess, die Deutsche Bank AG als auch die Bank of America dem Kuratorium des Konvents an.

### Kuratorium
- Heinz Nixdorf Stiftung, vertreten durch Martin Nixdorf, Vorsitzender des Vorstandes
- Linde AG, vertreten durch Wolfgang Büchele, Vorsitzender des Vorstandes
- Adolf Würth GmbH & Co. KG, vertreten durch Manfred Kurz, Leiter der Würth Repräsentanzen Berlin und Brüssel
- Deutsche Bahn AG, vertreten durch Rüdiger Grube, Vorsitzender des Vorstandes
- Parzeller & Co. KG, vertreten durch Michael Schmitt, Verleger der Fuldaer Zeitung und geschäftsführender Gesellschafter
- usedSoft International AG, vertreten durch Peter Schneider, Geschäftsführer
- Roland Berger
- Christian Potthoff-Sewing
- Manfred Schneider, Vorsitzender des Kuratoriums

### Ehemalige Mitglieder des Kuratoriums
- Axel C. Heitmann (bis Februar 2014 Vorsitzender des Vorstandes der Lanxess AG)[8]
- Michael Frenzel (TUI AG)
- Josef Ackermann (Deutsche Bank AG)
- Jürgen Fitschen (Deutsche Bank AG)

## Kritik
Kritiker bezeichneten den Konvent als „weiteren Club von konservativ-liberalen Systemveränderern“ und ordneten ihn ähnlichen Organisationen wie dem Bürgerkonvent oder der Initiative Neue Soziale Marktwirtschaft zu, deren Zielsetzung es sei, "marktradikale Positionen" durchzusetzen und die "gesellschaftliche Entsolidarisierung" populär zu machen. Die Organisation Lobbycontrol schrieb in einer Studie über den Konvent: "Hinter dem Schleier der Neutralität verbergen sich als Ziele ein „schlanker“ Wettbewerbsstaat sowie die bessere Möglichkeiten, unpopuläre Reformen durchzusetzen". Die Aachener Zeitung hingegen bezeichnete den Konvent in ihrer Ausgabe vom 6. Dezember 2006 als "ehrenamtliche und überparteiliche Denkfabrik für mehr Reformfähigkeit".

## Belege
1. ↑  Roman Herzog. 4. April 1934, abgerufen am 19. September 2021.
2. ↑  Bundeszentrale für politische Bildung: Die deutschen Bundespräsidenten | bpb. Abgerufen am 19. September 2021.
3. ↑  Klaus von Dohnanyi: Dokumentation: Ehrenhaft gescheitert. In: Die Welt. 12. Dezember 2017 (welt.de [abgerufen am 19. September 2021]).
4. ↑  Ziele. In: „Konvent für Deutschland. Reform der Reformfähigkeit“ (Selbstdarstellung / offizielle Web-Site des Konvents) laut dem „Internet Archive WayBackMachine“. Konvent für Deutschland e. V., archiviert vom Original am 30. Dezember 2008; abgerufen am 23. Oktober 2010 (Unterzeichnet von den damaligen Vorsitzenden des Konvents: Roman Herzog und Hans-Olaf Henkel): „Der [...] Konvent für Deutschland hat sich zum Ziel gesetzt, Vorschläge zur Verbesserung der Reformfähigkeit in unserem Lande zu unterbreiten. Dem Konvent geht es nicht um Reformen in einzelnen Bereichen, wie der Bildung, der Sozialversicherungssysteme oder des Arbeitsmarktes. Es geht ihm um eine grundlegende „Reform der Reformfähigkeit“, wenn man so will, um „die Mutter aller Reformen“, damit Deutschland wieder dynamischer und damit wettbewerbsfähiger wird.“
5. ↑  Jasper von Altenbockum: Deutschland: Eine Rüge für die „One-Woman-Show“ der Volksparteien. In: FAZ.net. ISSN 0174-4909 (faz.net [abgerufen am 19. September 2021]).
6. ↑  Archivierte Kopie (Memento des Originals vom 13. Januar 2017 im Internet Archive)  Info: Der Archivlink wurde automatisch eingesetzt und noch nicht geprüft. Bitte prüfe Original- und Archivlink gemäß Anleitung und entferne dann diesen Hinweis.
7. ↑  Oswald Metzger hat seine Niederlage gut verwunden. Abgerufen am 19. September 2021.
8. ↑  Kuratorium des Konvents für Deutschland. Archiviert vom Original (nicht mehr online verfügbar) am 2. Januar 2019; abgerufen am 1. Januar 2019.  Info: Der Archivlink wurde automatisch eingesetzt und noch nicht geprüft. Bitte prüfe Original- und Archivlink gemäß Anleitung und entferne dann diesen Hinweis.
9. ↑  Kritik des Neoliberalismus: Christoph Butterwegge, Bettina Lösch, Ralf Ptak, VS-Verlag Springer Fachmedien
 ISBN 978-3-531-15809-9
10. ↑  Markus Grill: Revolution von oben (PDF; 1,8 MB), in: stern, 17. Dezember 2003
11. ↑  Konvent für Deutschland - Wegbereiter unpopulärer Reformen. In: LobbyControl. (lobbycontrol.de [abgerufen am 21. Dezember 2016]).